# Аул Кошек батыра
Кошек батыра (каз. Көшек батыр ауылы, до 1999 г. — село Кызылжар) — аул в Таласском районе Жамбылской области Казахстана. Входит в состав Кенесского сельского округа. Код КАТО — 316237200.

## Население
В 1999 году население аула составляло 622 человека (317 мужчин и 305 женщин). По данным переписи 2009 года, в ауле проживало 617 человек (337 мужчин и 280 женщин).